# Субовичи
Субовичи — деревня в Клинцовском районе Брянской области, в составе Смолевичского сельского поселения.

## География
Находится в западной части Брянской области на расстоянии приблизительно 13 км на север по прямой от районного центра города Клинцы.

## История
Известна с начала XVI века как Субочевичи, названа по протекающей рядом реке Субовка. В первой половине XVII века принадлежала Чернявским, со второй половины XVII века — владение стародубского магистрата, с 1711 года — Даровских и их наследников. В XVIII веке входила в Новоместскую сотню Стародубского полка. В 1859 году здесь (деревня Суражского уезда Черниговской губернии) учтено было 45 дворов, в 1892—90
В 1930-31 годах были созданы колхозы «Восход» в д. Болдовка (нынешняя д. Березовка) и «Заря» в деревне Суббовичи.

## Население
Численность населения: 297 человек (1859), 521 человек (1892), 152 человек (2002), 81 человек (2010), 83 человек (2013).
Будет упразднена как фактически не существующая в связи с переселением всех жителей на постоянное место жительства в другие населённые пункты.